# Abdel Fatah al-Sisi
Abdel Fatah Saeed Hussein Khalil al-Sisi (Arabisch:عبد الفتاح سعيد حسين خليل السيسي ), beter bekend als generaal Sisi, (Caïro, 19 november 1954) is een Egyptisch politicus en militair. Sinds 8 juni 2014 is hij de president van Egypte.

## Militaire loopbaan
In 1977 studeerde hij af aan de Egyptische Militaire Academie. Hij diende vervolgens bij de gemechaniseerde infanterie gespecialiseerd in de omgang met antitankwapens en mortieren.
In 2008 werd Sisi commandant van de Noordelijke Militaire Regio Alexandrië. Hierna werd hij directeur van de militaire inlichtingen- en veiligheidsdienst. Hij werd in die hoedanigheid het jongste lid van de Opperste Raad van de Strijdkrachten. In januari 2014 werd hij door interim-president Adly Mansour bevorderd tot de hoogste rang van maarschalk.

## Opperste Raad van de Strijdkrachten
In augustus 2012 benoemde president Morsi Sisi tot voorzitter van de Opperste Raad en tot opperbevelhebber van het Egyptische leger, als opvolger van de met pensioen gestuurde Mohammed Hoessein Tantawi. Sisi werd tevens minister van Defensie in het kabinet van Hesham Qandil.
Op 1 juli 2013 stelde het leger president Morsi van de Moslimbroederschap een ultimatum om de politieke crisis in 48 uur op te lossen. Miljoenen mensen waren namelijk de straat op gegaan om het aftreden van hem te eisen, de demonstraties waren groter dan die tegen Moebarak. Op 3 juli 2013 verliep het ultimatum en zette het leger de president af. Adly Mansour, voorzitter van het Constitutionele Gerechtshof, werd benoemd tot waarnemend president. Leden van de Moslimbroederschap, waaruit president Morsi voortkwam, werden onder arrest geplaatst. 
In een aankondiging op televisie gaf Sisi aan dat president Morsi "gefaald had tegemoet te komen aan de eisen van het Egyptische volk". Tevens verklaarde hij dat de grondwet was opgeschort.

## Politieke loopbaan
Op 26 maart 2014 legde hij zijn militaire functies neer om mee te kunnen doen aan de Egyptische presidentsverkiezingen, waarin hij tot president werd verkozen met 98% van de stemmen. Hij won de verkiezingen en werd op zondag 8 juni beëdigd in het hooggerechtshof in Caïro.
Uit een opiniepeiling in augustus 2014 bleek dat slechts acht procent van de Egyptenaren ontevreden waren met de prestaties van al-Sisi. 78 procent van de Egyptenaren zeiden dat ze opnieuw voor Sisi zouden stemmen als de presidentsverkiezingen opnieuw gehouden zouden geworden, terwijl 11 procent zei dat ze dat niet zouden doen.
Al-Sisi was de eerste Egyptische president in de gehele Egyptische geschiedenis die de Kerstmis bijwoonde en hij gaf een toespraak op de Koptisch-Orthodoxe kerstviering in Caïro in januari 2015 waarin hij opriep tot eenheid en hij wenste de christenen een vrolijk kerstfeest. Onder de leiding van al-Sisi bombardeerde Egypte de Islamitische Staat (in Irak en de Levant) nadat die 21 koptische christenen hadden onthoofd in Libië.
Begin april 2018 maakte de landelijke kiescommissie bekend dat Al-Sisi met 97% van de stemmen verkiezingen heeft gewonnen. De opkomst bleef steken op 41%, terwijl dat vier jaar eerder nog 47% was. De uitkomst was geen verrassing omdat er geen serieuze tegenkandidaten waren.
In februari 2019 heeft het Egyptische parlement ingestemd met een grondwetswijziging. De president kan voor meer dan twee termijnen worden herkozen en de zittingstermijn wordt verlengd van vier tot zes jaar. Al-Sisi kan, als hij dat wil en de verkiezingen wint, aanblijven tot 2034. Verder krijgt de president meer bevoegdheden bij het aanwijzen van rechters en aanklagers. De greep van het Egyptische leger op de politiek en samenleving neemt ook toe, in het nieuwe artikel 200 staat de taak van de strijdkrachten om ‘de grondwet en de democratie en de fundamentele inrichting van het land en zijn burgerlijke aard’ te beschermen. Voor de grondwetswijziging is een referendum gehouden. In april 2019 stemde zo'n 90% voor, bij een opkomst van 44%, waardoor de wijzigingen per direct in zijn gegaan.